# 田興梅
田興梅（?—?），字子和，山西盂縣北關人，清朝政治人物。

## 生平
乾隆五十八年（1793年）癸丑科進士。授雲南浪穹縣（今洱源縣）知縣。調任雲龍州（今雲龍縣），改姚州（今雲南姚安），又調河陽（今雲南澄江）。河陽因災欠收，田興梅申請開倉平粜，赈濟百姓，當地群衆立生祠以祀之。後經薦舉，補河南內黃縣知縣。因丁憂去職，不再出仕。卒祀鄉賢。